# مارتا سانشيز (مغنية)
مارتا سانشيز (بالإسبانية: Marta Sánchez)‏ (و. 1966  م) هي مغنية إسبانية، ولدت في مدريد.

## وصلات خارجية
- مارتا سانشيز على موقع IMDb (الإنجليزية)
- مارتا سانشيز على موقع ميوزك برينز (الإنجليزية)
- مارتا سانشيز على موقع أول ميوزيك (الإنجليزية)
- مارتا سانشيز على موقع ديسكوغز (الإنجليزية)
- مارتا سانشيز على موقع قاعدة بيانات الفيلم (الإنجليزية)

- مارتا سانشيز في قاعدة بيانات الأفلام على الإنترنت